# Laponie (province historique)
Pour les articles homonymes, voir Laponie (homonymie).
La Laponie (en suédois : Lappland) est la plus grande province historique de la Suède. Elle est située à l'extrême nord-ouest du pays, bordée à l'ouest par la Norvège et au nord par la Finlande.
La géographie de la province est marquée par les Alpes scandinaves qui parcourent toute sa section occidentale. Cette section de la chaîne de montagne comprend à la fois des hauts sommets, avec en particulier les principaux sommets du pays, dont le Kebnekaise (2 102 m), point culminant, et des zones au relief plus modéré telles que Padjelanta. La section orientale de la province est un vaste plateau, entrecoupé de plusieurs des plus grands fleuves suédois, prenant leur source dans les montagnes avant de rejoindre la mer Baltique. La faune et flore de la région reflète cette différence avec des espèces caractéristiques de la taïga scandinave et russe à l'est et des forêts de bouleaux et prairies d'altitude scandinaves à l'ouest.
La caractéristique commune des écosystèmes de la province est leur état de préservation par rapport à ceux dans le reste du pays. En effet, si les hommes sont présents depuis 7 000 à 6 000 av. J.-C., leur impact sur la nature est longtemps resté très modéré. Les peuples Samis (anciennement appelés Lapons) étaient majoritaires jusqu'au XXe siècle et avaient conservé leur mode de vie nomade, suivant les mouvements de transhumance des rennes entre les plaines et les montagnes.
Les Suédois commencèrent à explorer la région et à étudier les coutumes ancestrales des Samis au XVIIe siècle, puis les riches ressources minérales favorisèrent la colonisation progressive. Ces ressources sont encore très importantes, notamment les gisements de fer exploités entre autres à Kiruna et Gällivare.
Depuis 1634, les provinces historiques n'ont plus aucun rôle administratif, ce rôle étant transféré aux comtés. Le territoire de la province correspond à la partie occidentale des comtés de Norrbotten et Västerbotten ainsi qu'une petite partie du comté de Jämtland.

## Toponymie

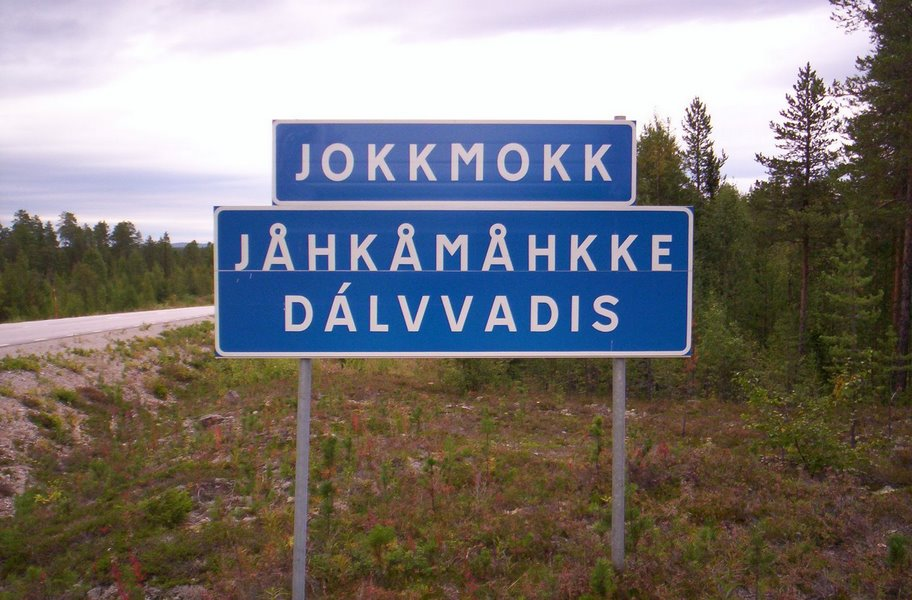
Différents noms et écritures peuvent coexister, comme ici pour Jokkmokk.

La toponymie de la région est compliquée par le nombre de langues impliquées. Ainsi, la plupart des toponymes sont d'origines sames, mais certains noms sames ont été par la suite traduits en partie ou en totalité en suédois, tandis que d'autres noms sames sont en réalité empruntés au suédois, en particulier dans le sud,. Sur certains noms, l'influence du finnois se fait aussi sentir.
En outre, il n'existe pas une langue same mais plusieurs (Same du Nord, Same de Lule, Same de Pite, Same d'Ume et Same du Sud) et l'écriture du same a changé au cours du temps, si bien qu'un même site apparaît parfois sous un grand nombre d'écritures différentes. Pour finir, la plupart des noms d'origine same ont une transcription en suédois (il y a d'ailleurs des discussions au gouvernement quant à savoir quelle orthographe doit être reconnue officiellement, les avis étant partagés entre la volonté de préserver les langues minoritaires et celle de faciliter la prononciation et la reconnaissance de ces noms par les Suédois lorsque le toponyme suédois a acquis une certaine notoriété).

## Héraldique et symboles
Le blason de la province représente vildmannen (littéralement l'homme sauvage), rouge sur un fond argenté. Ce blason date de 1606-1607, époque à laquelle les connaissances sur la région étaient très minces, et est donc empreint de mythes. La province de Laponie comprenait à l'époque aussi la région finlandaise du même nom, et donc le blason de cette dernière est essentiellement identique à l'exception des couleurs.
Comme toutes les provinces, la Laponie possède comme symbole officiel une plante et un animal, auquel se sont rajoutés de façon moins officielle un insecte, une pierre, un poisson, un champignon et un oiseau. La fleur de la province est la dryade à huit pétales et l'animal officiel est le renard polaire. Les autres symboles sont l'insecte Ambré (Colias hecla), la roche apatite (extraite en grande quantité dans les mines de la province), le poisson omble chevalier, le champignon bolet roux et l'oiseau gorgebleue à miroir.

## Géographie

### Situation et limites
La province de Laponie est située à l'extrême nord du pays et est incluse dans la vaste zone transnationale appelée Laponie. D'une superficie de 108 561 km2, c'est la plus vaste province du pays. Elle est délimitée à l'ouest par la frontière entre la Norvège et la Suède, bordée par les comtés norvégiens de Nordland et de Troms. Au nord, la province est séparée par la frontière Finlandaise de la région de Laponie. Enfin, elle borde à l'est les provinces suédoises Norrbotten et Västerbotten et au sud l'Ångermanland et le Jämtland.
La province inclut toute la partie occidentale des comtés de Norrbotten et Västerbotten ainsi qu'une petite partie du comté de Jämtland.

### Géomorphologie
Deux types de relief existent dans la province : les reliefs montagneux à l'ouest et des reliefs de type plateau à l'est, quoique la transition entre les deux est très progressive. Au total, 47 % de la superficie est située au-dessus de 500 m d'altitude.
La partie occidentale est dominée par les hauts reliefs des Alpes scandinaves. Cette partie de la chaîne est caractérisée par des hauts sommets situés plutôt au centre, tels que le Kebnekaise (point culminant de la Suède avec 2 102 m d'altitude,) et Sarektjåkkå (2 089 m), entourée par des zones au relief plus modéré voire des plaines alpines. Ces hauts reliefs sont en général dominés par les amphibolites et diabase, tandis que les zones environnantes, d'une altitude de 700 à 1 200 m, sont constituées de roches métamorphiques plus tendres comme les micaschistes ou la phyllite. La province est plus que les autres marquée par l'action des glaciers, sous forme de vallée glaciaire, moraines, etc., glaciers qui sont encore présents sur les sommets, sous forme le plus souvent de glacier de niche.
La partie orientale est située sur un socle principalement granitique/gneissique, avec cependant des variations dans les roches, ce qui, conjugué aux failles et fissures, donne un relief quelque peu ondulé.

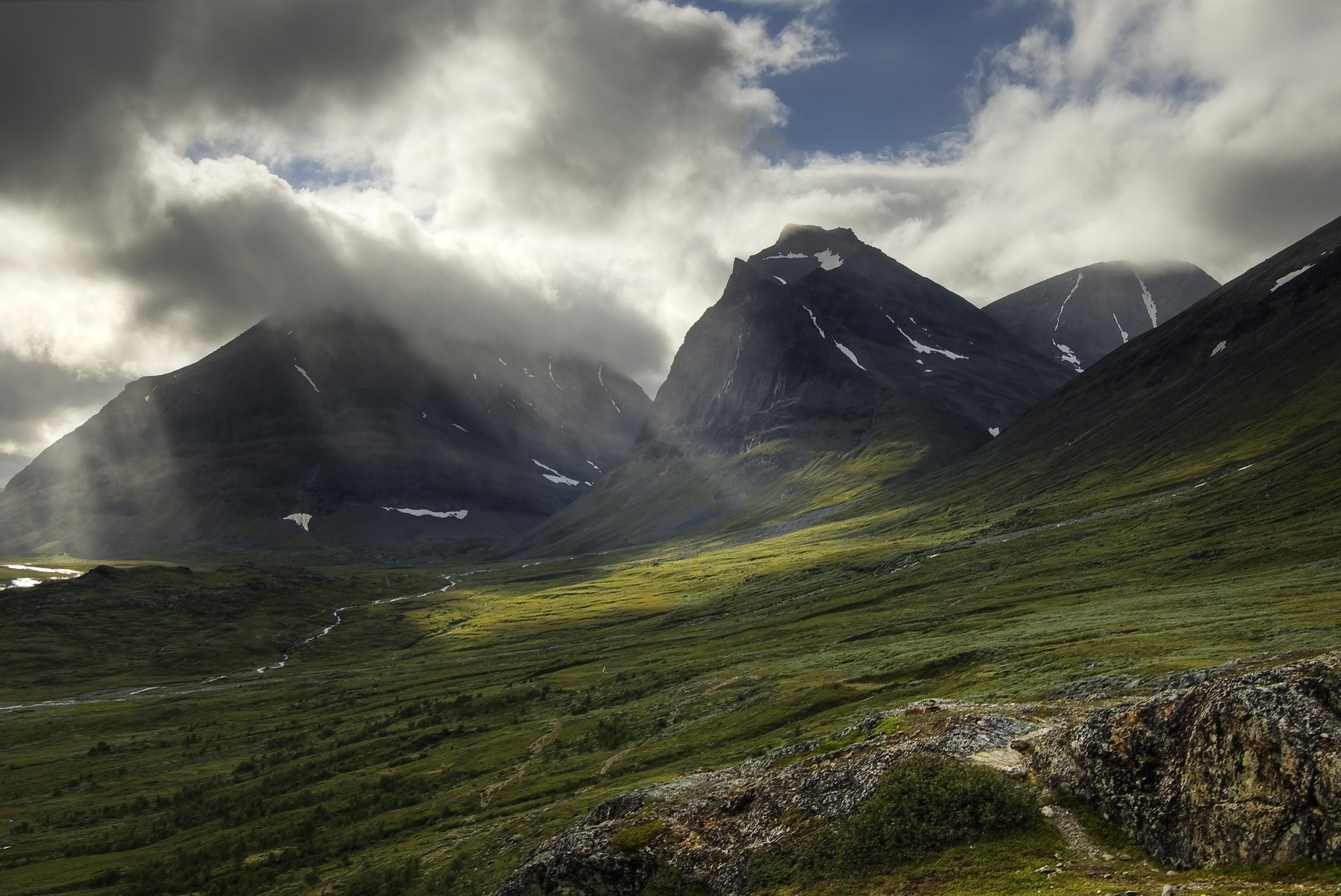
Le massif du Kebnekaise, comprenant les plus hauts sommets du pays.
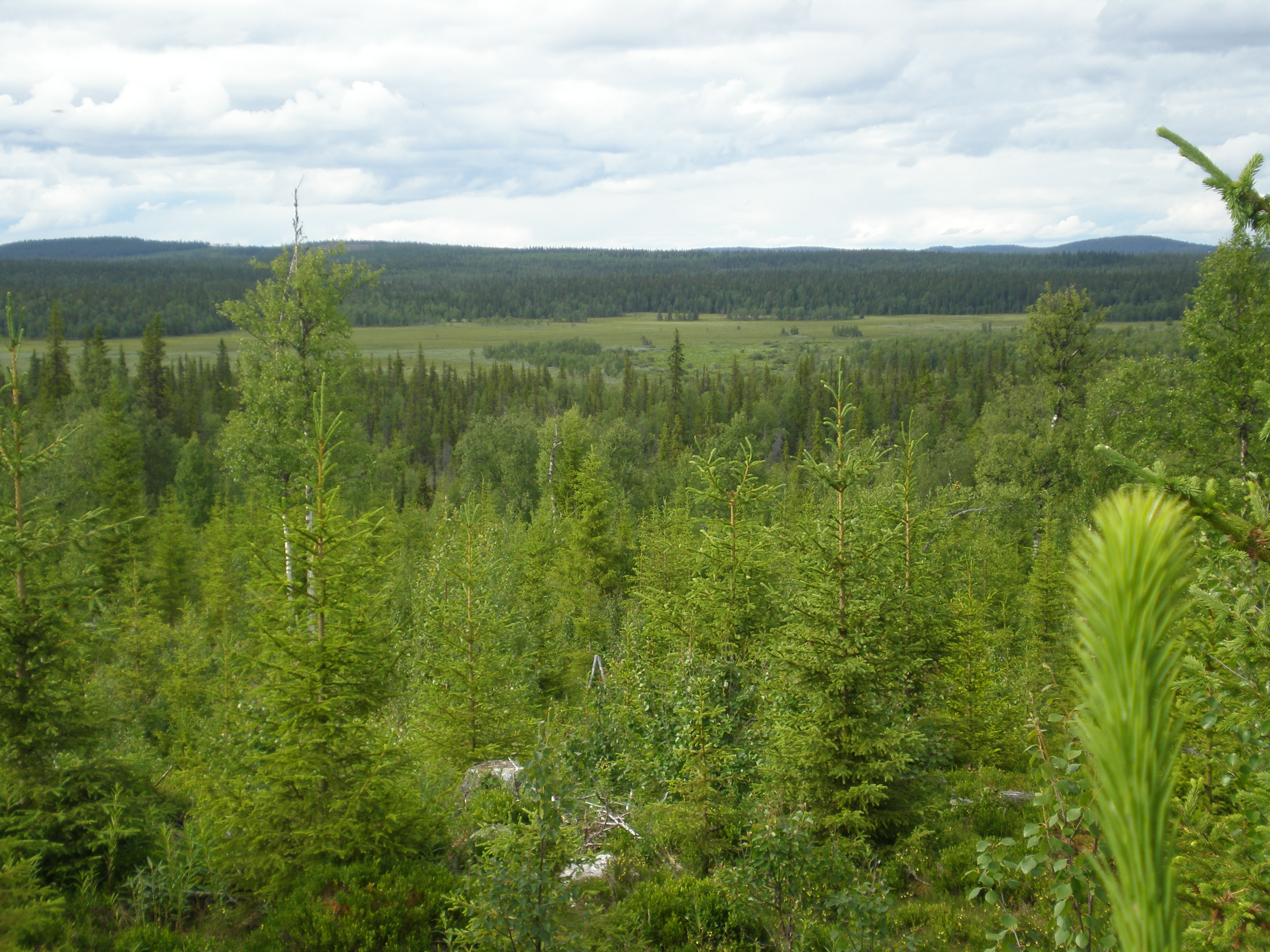
Paysage typique de l'est de la région.

### Climat
Le climat de la région est de type climat continental froid, avec des températures pouvant descendre jusqu'à −40 °C en hiver, pour une moyenne de janvier de −10 °C à −15 °C. En revanche, les étés sont plus doux, réchauffés par la longueur des journées, avec une moyenne de juillet de 14-15 °C à l'est mais de seulement 5 à 10 °C dans les zones montagneuses. Le contraste entre est et ouest est aussi très important au niveau des précipitations, avec 1 000 à 1 500 mm par an dans les montagnes contre seulement 300 mm à l'est, du fait de l'ombre pluviométrique.
| Mois                     | jan.  | fév.  | mars | avril | mai  | juin | jui. | août | sep. | oct. | nov. | déc.  | année |
| ------------------------ | ----- | ----- | ---- | ----- | ---- | ---- | ---- | ---- | ---- | ---- | ---- | ----- | ----- |
| Température moyenne (°C) | −13,9 | −12,5 | −8,7 | −3,2  | 3,4  | 9,6  | 12   | 9,8  | 4,6  | −1,4 | −8,1 | −11,9 | −1,7  |
| Précipitations (mm)      | 30,1  | 25,4  | 26,2 | 26,9  | 33,6 | 48,5 | 86,1 | 73,6 | 49,3 | 47   | 41,5 | 34    | 522,1 |

### Hydrologie

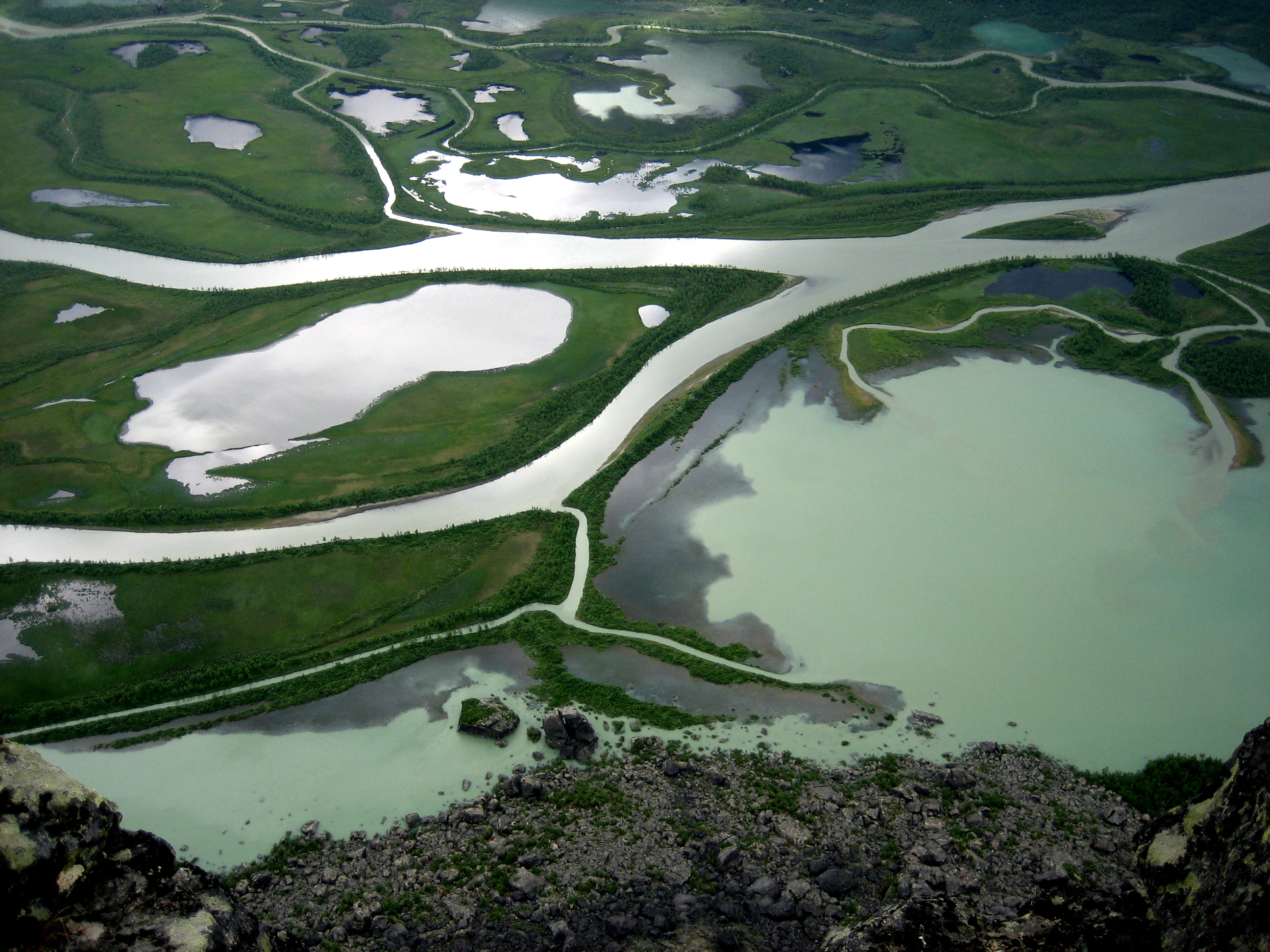
Le delta de la Rapaätno.

L'hydrologie de la région est particulièrement riche. Un grand nombre de ruisseaux prennent leur source dans les montagnes et leur glaciers. Ils confluent alors et suivent des cours essentiellement parallèles dans un axe ouest-est, vers la mer Baltique. Parmi les fleuves ou grandes rivières les plus importantes en termes de débit, on compte du sud au nord l'Ångermanälven, l'Umeälven, le Vindelälven, le Skellefteälven, le Piteälven, le Lilla Luleälven, le Stora Luleälven, le Kalixälven et le Torne älv. Ces cours d'eau comptent parmi les plus puissants de tout le pays. Sur leur parcours ils forment de nombreux lacs, dont en particulier un grand nombre de profonds lacs de piémonts, longs et étroits, suivant eux aussi un axe ouest-est. Parmi les lacs les plus importants de ce type, on peut citer le Torneträsk, l'Hornavan, le Stora Lulevatten, Akkajaure etc…
La partie est de la région est aussi caractérisée par un grand nombre de tourbières, formant parfois de vastes complexes, comme celle de Sjaunja, plus vaste réseau de tourbière intacte d'Europe de l'Ouest.

### Milieu naturel

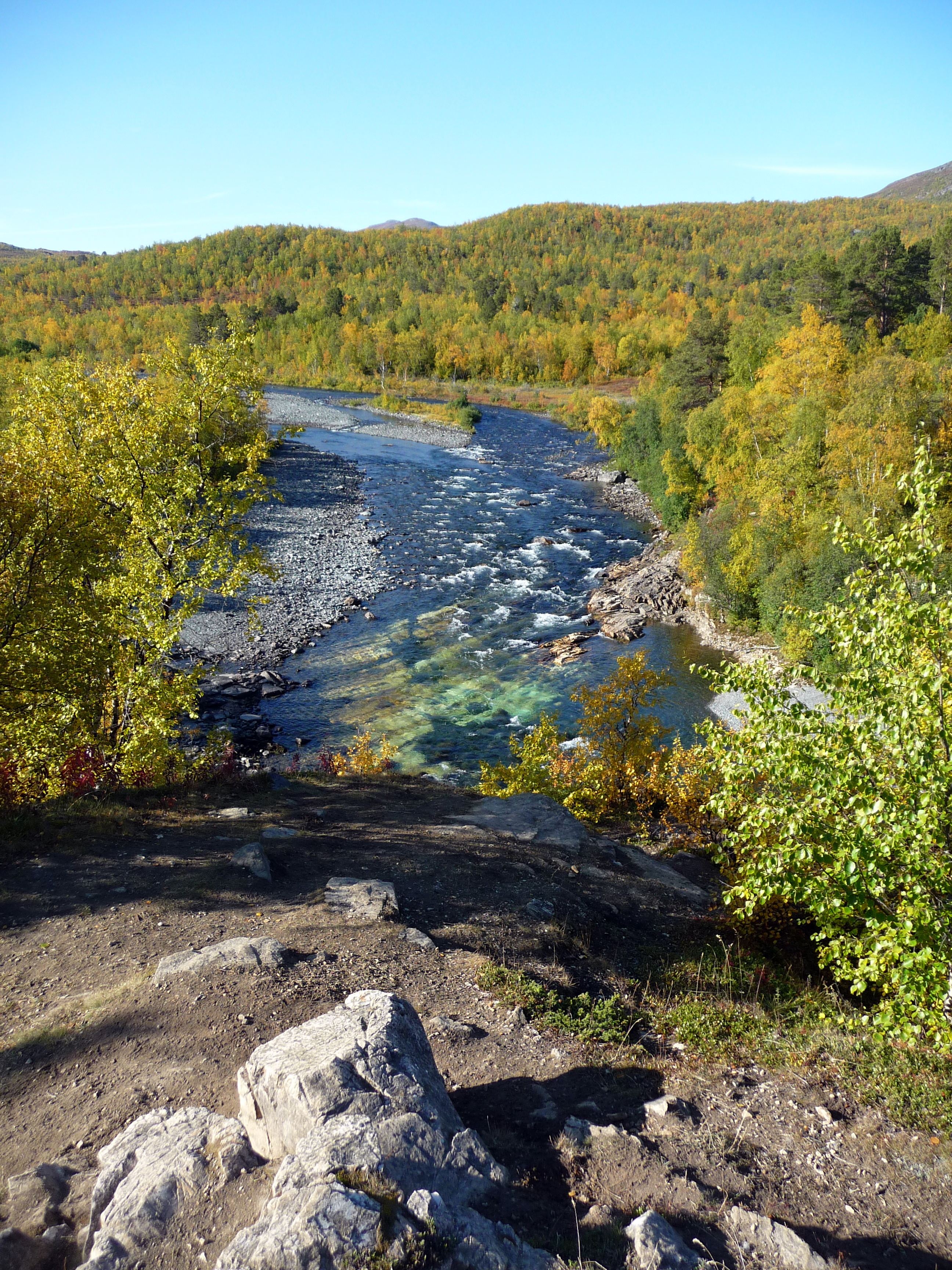
Couleurs automnales dans la forêt de bouleaux du parc national d'Abisko.

L'est de la province est dominé par les forêts de conifères et les tourbières de la taïga scandinave et russe. Les sous-bois des forêts de pin sylvestre sont dominés par des tapis de camarine noire (Empetrum nigrum), d'airelle rouge (Vaccinium vitis-idaea), de bruyère callune (Calluna vulgaris), de raisin d'ours (Arctostaphylos uva-ursi) ainsi que de plusieurs espèces de lichens, tandis que les forêts d'épicéa commun sont avant tout peuplées de myrtille (Vaccinium myrtillus). Plus à l'ouest, la végétation de montagne prend le dessus, organisée en différents étages. À l'étage montagnard, la forêt de conifères domine encore, avec principalement des épicéas, mais dont les sous-bois comportent plusieurs plantes caractéristiques des prairies de montagne, comme la trolle d'Europe (Trollius europaeus). Ensuite, on trouve l'étage subalpin, caractérisé par des forêts de bouleau tortueux Betula pubescens ssp tortuosa, une sous-espèce du bouleau pubescent (Betula pubescens). Autour de 700 m d'altitude se trouve la limite des arbres et le début des prairies et landes alpines.
De manière générale, la nature de la province est parmi les plus préservées de tout le pays. Les montagnes et tourbières y sont souvent relativement intactes, et il reste encore plusieurs vestiges des forêts primaires qui couvraient autrefois toute la Suède. Cependant, la pression humaine se fait quand même ressentir, par la présence de barrages sur la plupart des grands cours d'eau, et aussi par l'industrie forestière. Et si la faune de la région est en comparaison moins menacée que dans le reste du pays, la population des grands carnivores suédois a tout de même grandement reculé, le loup a totalement disparu de la région et le lynx boréal et le glouton sont beaucoup moins présents. En revanche, l'ours brun est revenu. En ce qui concerne les autres mammifères, le renne est une espèce emblématique de la région, mais n'est présent que sous forme domestiquée.

## Histoire

### Préhistoire

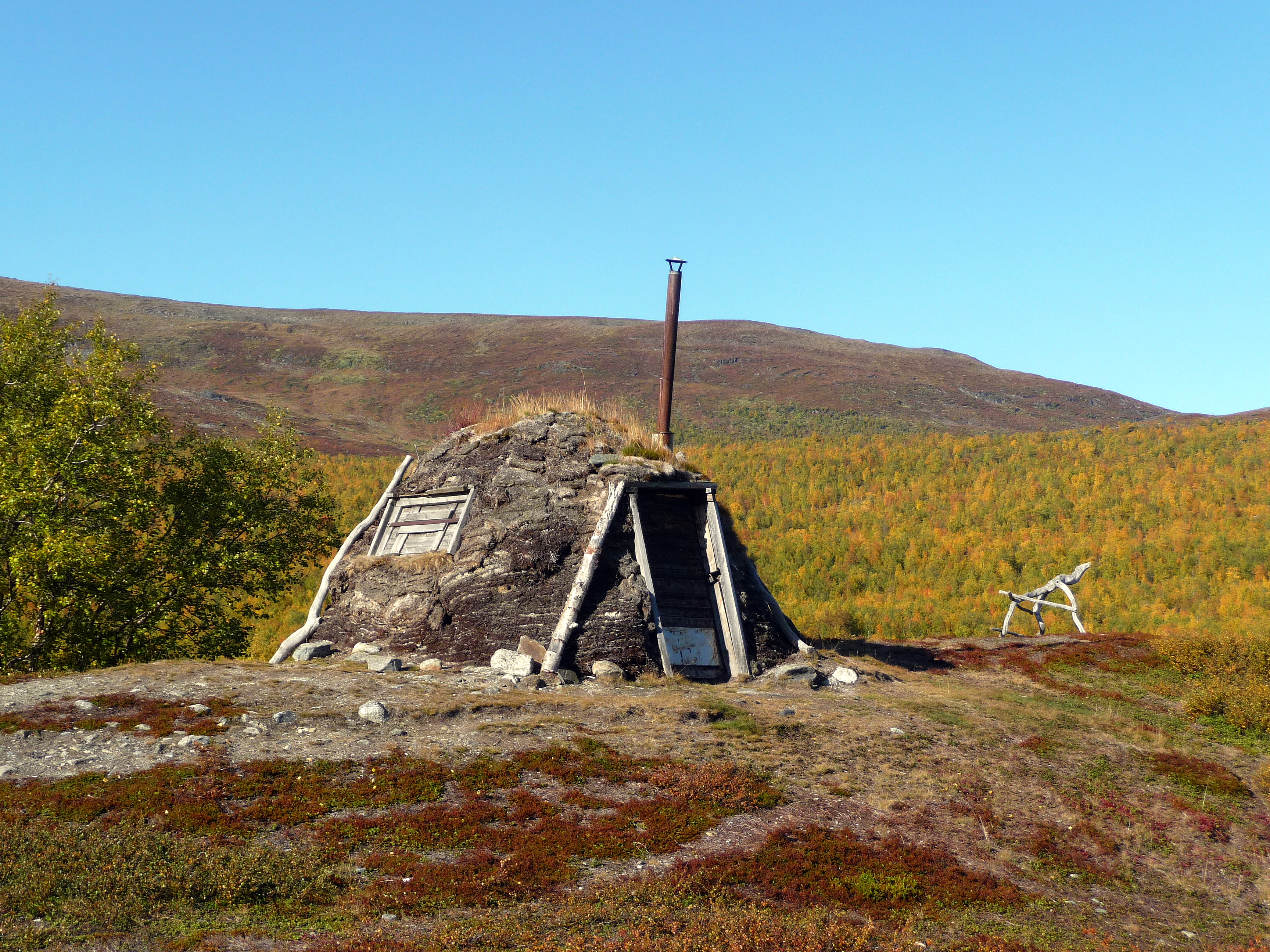
Habitation traditionnelle Sami à Abisko.

La plupart des vestiges préhistoriques trouvés dans la région sont situés le long des grands cours d'eau et lacs, sous forme d'abris de chasseur, datant de 7 000 à 6 000 av. J.-C., c'est-à-dire juste après le retrait des glaciers. Ces vestiges indiquent que plusieurs groupes distincts d'individus étaient présents. Outre la chasse, la pêche était une ressource importante. Ces individus, probablement ancêtres du peuple Same (anciennement appelés Lapons), étaient nomades et organisaient leur déplacement au cours de l'année pour profiter au mieux des ressources de la région.
Plusieurs vestiges du néolithique indiquent la construction de huttes sur les sites occupés durant l'hiver, parfois par petits groupes. Dans le premier millénaire de notre ère, des habitations sont construites près des tourbières, utilisées probablement par des Samis des forêts (par opposition aux Samis des montagnes). Le grand nombre de vestiges de cette époque jusqu'au début du Moyen Âge indique probablement une expansion de la culture same.

### Époque moderne
À partir au plus tard du XIIIe siècle, le commerce avec les peuples Samis commence à être contrôlé par un peuple aux racines non clairement identifiées : les Birkarls,. Les Samis auront en particulier à s'acquitter de taxes auprès d'eux. Mais à partir du XVIe siècle, le pouvoir suédois qui s'affirme va progressivement se substituer à l'autorité des Birkarls. Dans les années 1560, la province est dotée de son propre sceau. Cependant, les frontières de cette province n'étaient pas clairement identifiée. En effet, si dès 1613 (traité de Knäred) la frontière avec la Norvège est définie comme la ligne de partage des eaux, il fallut, du fait des difficultés d'exploration, attendre 1751 pour avoir une cartographie de cette frontière.
Afin d'assoir le contrôle suédois, des villages comportant une église et un marché furent construits par les Suédois près des sites où les Samis avaient leur campement hivernaux. Ceci n'empêchait pas que la connaissance sur la région était très faible. Plusieurs expéditions étaient organisées pour explorer ces contrées sauvages et comprendre la culture same. De ces expéditions, Johannes Schefferus écrit le livre Lapponia (1673), qui est l'un des premiers à apporter une image détaillée de la région.
Mais assez rapidement, la découverte de gisements amena les Suédois vers la province. Plusieurs mines furent ainsi découvertes et exploitées, comme la mine d'argent de Nasa ou d'Alkavare à Sarek au XVIIe siècle, et les importants gisement de fer de Malmberget et Kiruna était déjà connus. Mais plusieurs problèmes compliquaient l'exploitation, en particulier les problèmes de transport. Il fallut attendre la création de la ligne de chemin de fer Malmbanan (littéralement la ligne du minerai) en 1888 puis 1903 pour une véritable ouverture des grandes mines de fer de Malmberget et Kiruna. Mais la province connut un important exode depuis la Seconde Guerre mondiale, et la population restante se concentra dans les principales localités. Les premiers et derniers privilèges de villes furent donnés à Lycksele en 1946 et Kiruna en 1948.

## Culture et patrimoine

### Architecture

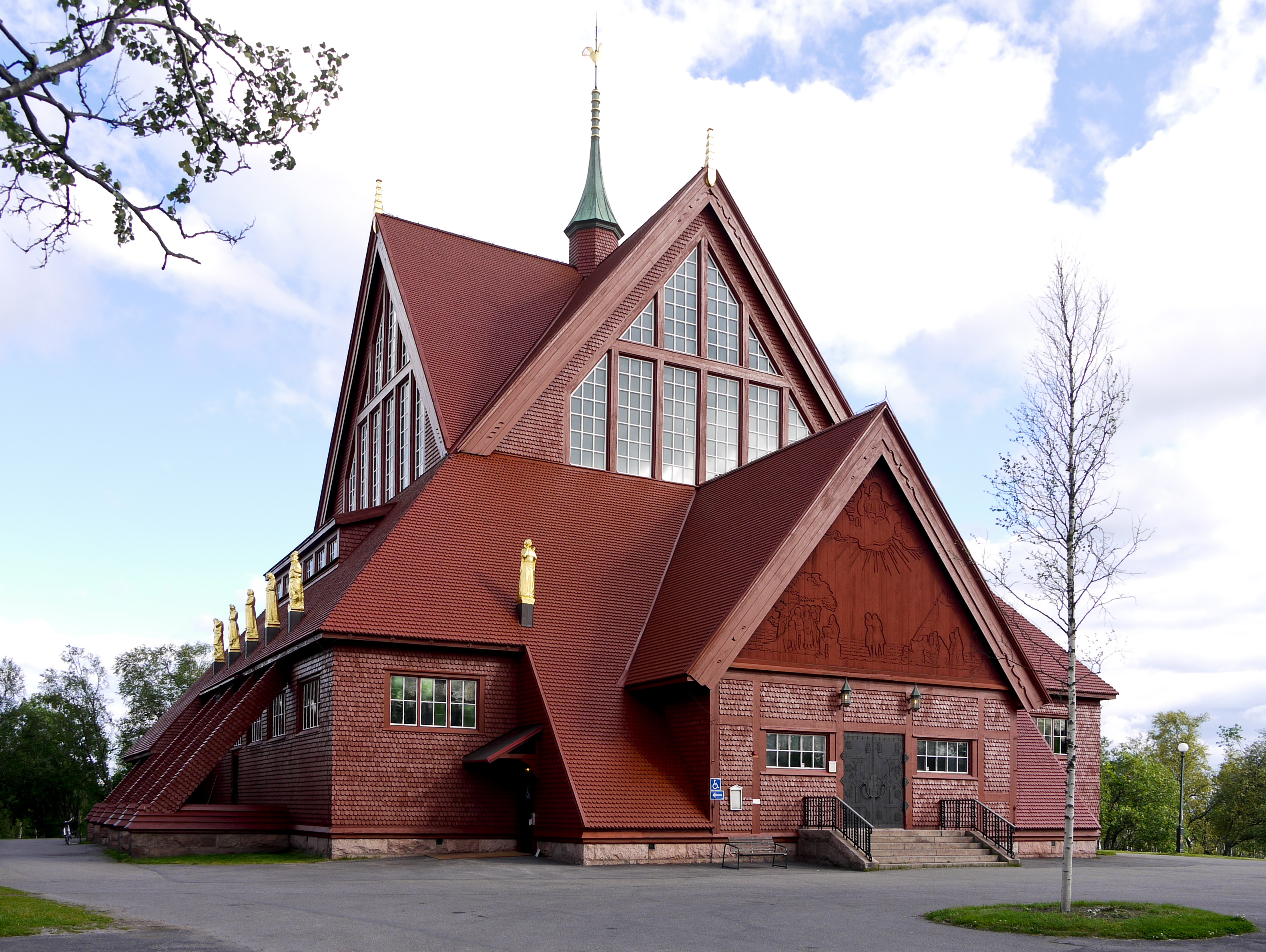
L'église de Kiruna.

La Laponie n'a eu de peuplement fixe que très tardivement. Les villages de l'époque étaient avant tout des villages-églises. De ce fait, avant le XXe siècle, les seuls édifices notables construits sont des églises, le plus souvent construites en bois. Parmi les églises les plus anciennes encore en état, on peut citer celle de Jukkasjärvi (1726) et de Gällivare (1742). Par la suite, le classicisme se répandit, avec des églises en bois suivant les canons appliqués aux églises en pierre, ce que l'on peut voir à Örträsk (1849) et Sorsele (1856). Enfin, des styles plus expérimentaux virent le jour, culminant avec l'église de Kiruna (1909-1912).
La situation changea avec l'arrivée du chemin de fer et de l'industrialisation. Ainsi, un certain nombre d'édifices importants virent le jour sous l'impulsion de l'industrie, tels que la centrale hydroélectrique de Porjus (1915) ou l'hôtel de ville de Kiruna (1958-1960).

### Langues
Le suédois.